# Eriophorum callitrix
Eriophorum callitrix, vulgarmente conhecido como algodão do ártico, algodoeiro ártico, suputi ou pualunnguat em Inuktitut, é uma planta perene do Ártico da família das ciperáceas, Cyperaceae. É uma das plantas com flores mais difundidas no hemisfério norte e nas regiões de tundra. Em cada haste cresce uma única rodada, frutas brancas e lanosos. As sementes são cobertas nesta massa de algodão e geralmente se dispersam quando o vento as leva para longe. Eriophorum callitrix estreitas, folhas semelhantes a relva. 
Esta planta é alimento para gansos da neve migrando, renas e seus bezerros. Os inuítes usavam as cabeças das sementes como pavios nas Kudlik. Aglomerados foram colocados em calças de bebês e depois jogados fora quando sujos. 